# Krásný Les (železniční zastávka)
Krásný Les je železniční zastávka na trati spojující Frýdlant s Jindřichovicemi pod Smrkem. Je jednou ze dvou zastávek v obci Krásný Les na této trati, tou druhou je Krásný Les bažantnice. Situována je ve východní části obce, severně od místní komunikace (poblíž nechráněného železničního přejezdu u domu čp. 255). Západně od zastávky je vybudována dřevěná čekárna.

## Provoz
Na zastávce zastavují osobní vlaky linky L61 Liberec – Frýdlant v Čechách – Nové Město pod Smrkem – Jindřichovice pod Smrkem. Zastávka je na znamení.